# Мон-Сенисский туннель

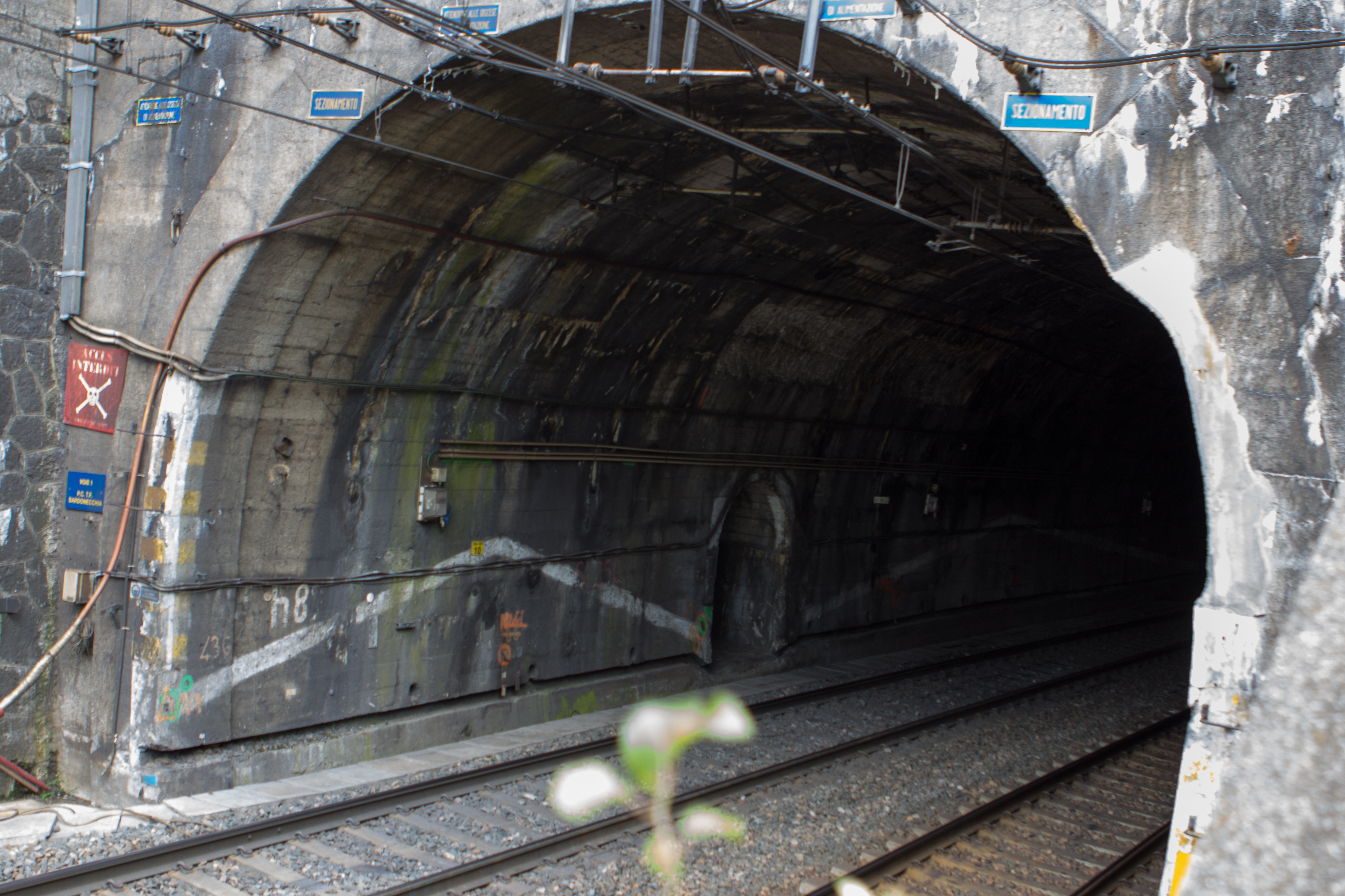
Въезд в тоннель с французской стороны

Мон-Сени́сский тонне́ль (фр. tunnel ferroviaire du Mont-Cenis), он же тоннель Фрежюс (фр. tunnel ferroviaire du Fréjus) — первый железнодорожный тоннель через Альпы, соединивший Италию и Францию. Проходит под горным массивом Мон-Сенис недалеко от перевала Фрежюс (фр. Col du Fréjus). С итальянской стороны у входа в тоннель находится город Бардонеккья, с французской — коммуна Модан. Длина тоннеля — 13 км.

## История
Идею о строительстве туннеля впервые высказал таможенный комиссар из Бардонеккьи Джузеппе Медай в 1832 году. В этот период земли по обе стороны горного хребта принадлежали Сардинскому королевству. В 1840 году меморандум о целесообразности этого проекта был предложен королю Карлу-Альберту, но не встретил серьёзной поддержки. Однако сторонники такого решения оставались, и среди них оказался сардинский министр Луиджи дез Амбруа де Неваш, в 1850-е годы вернувшийся к вопросу о туннеле и организовавший предварительные изыскания. 31 августа 1857 года сардинский король Виктор Эммануил II подписал указ о прокладке туннеля. Руководить работами был приглашён инженер Жермен Соммейе; в осуществлении расчётов принимали участие Пьетро Палеокапа, Северино Граттони и другие итальянские инженеры.
В 1860 году в результате передела Савойи согласно Туринскому договору западная сторона предполагаемого туннеля оказалась на территории уже не Сардинского королевства, а Франции, в результате чего работы по строительству оказались на грани остановки, — однако по настоянию графа Кавура этого не произошло, а вслед за этим французская сторона выступила с дополнительным финансированием строительства.
Первоначальный план предполагал завершение работы к 1884 году. Однако Соммейе проявил исключительную изобретательность, существенно улучшив конструкцию отбойного молотка и предложив ряд других усовершенствований, а в 1869 году к непредвиденным возможностям ускорения работы добавился изобретённый Альфредом Нобелем динамит. В результате к 25 декабря 1870 года был завершена проходка туннеля, а 17 сентября 1871 года туннель был открыт для движения поездов.
Летом 2023 года тоннель был закрыт из-за произошедшего оползня. После восстановления инфраструктуры тоннель снова открылся в 2025 году.